# Harald Modrozubi
Harald "Modrozubi" Gormsson (staronordijski, Harald Blátǫnn Gormsson), (danski, Harald Blåtand Gormsen) (oko 935. – 986./87.) bio je danski kralj iz dinastije Hartaknut od oko 958. do smrti, te kralj Norveške nekoliko godina oko 970. Bio je sin danskog kralja Gorma Starog i njegove supruge Thyre Dannebod. 
Najvažniji događaj Haraldove vladavine je bilo njegovo pokrštavanje, koje se zbilo oko 960. Različiti izvori tumače na različite načine - dio kako je to posljedica misionarske djelatnosti redovnika po imenu Poppa, dok Adam Bremenski tvrdi da je Harald prisiljen prihvatiti kršćanstvo od strane rimsko-njemačkog cara Otona Velikog. Kao i u drugim nordijskim zemljama tog doba, Haraldovo prihvaćanje kršćanstva nisu pratili njegovi podanici. Harald je usprkos tome nastojao sebe prikazati kao kršćanina, te je svog oca, svečano pokopanog u skladu s poganskim običajima, dao ponovno pokopati u crkvi. Harald je u počast roditeljima dao podignuti Jellinške rune.
Harald je uložio velike napore da centralizira državu, te je intenzivno gradio kružne utvrde u svrhu obrane, a i poduzimao niz pohoda s ciljem da proširi vlast na susjedna područja. Nakon smrti kralja Haralda Sivog plašta je privremeno pod svoju vlast stavio Norvešku. S druge strane, nordijske sage navode kako je nekoliko puta bio poražen od odmetnutog švedskog princa Styrbjörna Jakog.
Njegovu vlast i autoritet je načeo poraz od Nijemaca 974. zbog kojih je napuštena linija tvrđava poznata kao Danevirke. Te je teritorije uspio povratiti 983. zahvaljujući savezu s polapskimSlavenima koji su podigli ustanak. Međutim, samo nekoliko godina kasnije se protiv njega pobunio sin Sven te ga ubio.

## Brakovi i djeca
1. Gyrid Olafsdottir, vjerojatno oko 950.
  - Thyra Haraldsdatter, udana za Styrbjörna Jakog
  - Sweyn Forkbeard, rođen oko 960. Tradicionalno se navodi kao sin Haralda i Gyrid, iako ga ranije sage navode kao nezakonitog sina.
  - Haakon, rođen 961.
  - Gunhilde, udala se za Palliga, jarla i ealdormana Devonshirea; vjeruje se da su oboje stradali u masakru na dan Sv. Brcka u studenom 1002.
2. Thora (Tova), kćer Mistivir 970. Svojoj majci je podigla runski kamen Sønder Vissing.

## U popularnoj kulturi
Harald je jedan od protagonista Röde Orm (hr. Crvena Zmija), romana Fransa Bengtssona koji se smatra jednom od najpopularnijih knjiga švedske književnosti 20. stoljeća.
Švedska tvrtka Ericsson je upravo po Haraldu nazvala svoj sistem bežične komunikacije poznat kao Bluetooth (na engleskom "Modrozubi").
| Prethodnik: | kralj Danske | Nasljednik:         |
| Gorm Stari  | kralj Danske | Sven I. Rašljobradi |

| Prethodnik:       | Kralj Norveške | Nasljednik:         |
| Harald Sivi plašt | Kralj Norveške | Sven I. Rašljobradi |